# Federazione pallavolistica dello Zambia
La Federazione zambiana di pallavolo (eng. Zambia Volleyball Association, ZVA) è un'organizzazione fondata per governare la pratica della pallavolo in Zambia.
Organizza il campionato maschile e femminile, e pone sotto la propria egida la nazionale maschile e femminile.
Ha aderito alla FIVB nel 1970.